# 法尔科·赞德斯特拉
法尔科·赞德斯特拉（荷蘭語：Falko Zandstra，1971年12月27日—），荷兰男子速度滑冰运动员。他曾代表荷兰参加1992年和1994年冬季奥林匹克运动会速度滑冰比赛，获得一枚银牌和一枚铜牌。